# 芒特斯特靈 (伊利諾伊州)
芒特斯特靈（英語：Mount Sterling）是一個位於美國伊利諾伊州布朗縣的城市。根據2010年美國人口普查，該地人口為2025人，而該地的面積約為2.87平方千米。同時該地也是布朗縣的縣治。

## 地理
芒特斯特靈的座標為39°59′12″N 90°45′55″W / 39.98667°N 90.76528°W，而該地的平均海拔高度為221米（即725英尺）。